# Galeosoma coronatum
Espèce
Galeosoma coronatum est une espèce d'araignées mygalomorphes de la famille des Idiopidae.

## Distribution
Cette espèce est endémique d'Afrique du Sud. Elle se rencontre dans le Nord-Ouest et dans l'État-Libre.

## Description
L'holotype mesure 17 mm.

## Liste des sous-espèces
Selon World Spider Catalog (version 14.0, 2013) :
- Galeosoma coronatum coronatum Hewitt, 1915 de l'État-Libre
- Galeosoma coronatum sphaeroideum Hewitt, 1919 du Nord-Ouest

## Publications originales
- Hewitt, 1915 : Descriptions of several new or rare species of Araneae from the Transvaal and neighbourhood. Annals of the Transvaal Museum, vol. 5, no 1, p. 89-100 (texte intégral).
- Hewitt, 1919 : Descriptions of new South African Araneae and Solifugae. Annals of the Transvaal Museum, vol. 6, no 3, p. 63-111 (texte intégral).